# Gackt
Gackt Kamui (神威 楽 斗 Kamui Gakuto) (født 4. juli 1973 i Okinawa, Okinawa, Japan), kendt under navnet GACKT, er en japansk musiker, sangskriver, skuespiller og forfatter. Han debuterede som forsanger i visual kei bandet Malice Mizer i 1995, hvorefter han gik solo i 1999. Hans første tour i Europa var i 2011 med hans nystartede band projekt kaldet Yellow Fried Chickenz. Udover musik har Gackt også spillet med i film og tvserier, blandt andet Moon Child som han selv har skrevet, og Bunraku fra 2011 som er hans internationale debut som skuespiller, samt tv-serien Furin Kazen hvor han spiller Uesugi Kenshin.
Efter Jordskælvet ved Sendai 2011 oprettede Gackt en fond kaldet "Show your heart", hvor han fik indsamlet ¥25.234.490 (svarende til ca. DKR 1.884.348), der blev doneret til det japanske Røde Kors.